# Lobras
Lobras er en by og kommune i det sydøstlige Spanien i provinsen Granada. Den har et indbyggertal på 134 (2024) indbyggere.